# El Reguer (Tavèrnoles)
El Reguer és un mas situat al municipi de Tavèrnoles, a la comarca catalana d'Osona, concretament a 200 m del trencall de carretera de Roda de Ter, a frec del terme de les Masies de Roda. L'edifici actual és dels segles xvi-xx.

## Descripció
La masia té planta quadrada (16 x 16 m), coberta a dues vessants. La façana està situada cap al sud. A la part dreta de la façana, sobreposant-se al cos, hi ha una edificació de 12 x 12 m, coberta a quatre vessants i que consta de planta baixa i dos pisos. Vers el sud, en aquest cos, s'hi obren galeries d'arc rebaixat al primer pis i porxos al segon. La façana del cos primitiu conserva un portal dovellat, al qual s'hi accedeix des d'una escala exterior per salvar el desnivell del terreny i una finestra conopial. Al costat del portal, però a l'altre cos, hi ha un portalet d'arc còncau que dona a l'església. A prop del cos de porxos s'hi annexionen diverses edificacions, amb l'era de batre al davant i un mur que tanca l'horta i el jardí.
També s'hi troba una cabana de planta quadrada, planta baixa i altell, coberta a quatre vessants. Està situada a la part sud de la casa i té adossat el mur de tancament.

## Història
El mas Reguer de Tavèrnoles es troba documentat, des del primer quart del segle xii, com a possessió en domini directe del Capítol de Vic. La primera notícia històrica és de 1138, quan Martí de Reguer apareix com a habitant al mas. A partir de llavors, el mas restà en mans de la família Reguer. Fins al segle xix, quan la darrera pubilla dels Reguer es casà amb un de la família Planell de Tona, i els seus descendents perderen, doncs, el cognom.
El fons de la família Reguer i del seu mas es troba a l'Arxiu Nacional de Catalunya (fons número 769). El fons aplega la documentació produïda i rebuda al Reguer de Tavèrnoles i altres masos adquirits pels seus posseïdors, entre la qual destaquen 267 pergamins.